# 終業式
終業式（しゅうぎょうしき）は、学校などにおいて、学業の終業にあたり、行う式典である。
日本の小学校、中学校、高等学校では、一般にそれぞれの学期の終了日に行われる。ただし、学年末（年度末）の場合には修了式を行うので、終業式は行わない（ただし学校によっては、3学期でも「終業式」と呼ぶ場合がある）。この点が、対になる始業式と異なるところである。また、学校の卒業にあたっては卒業式を行うので、該当の学期の終業式や学年の修了式は行わない。
3学期制の学校では、この日を最後に夏休みや冬休みなどの長期休業に入るので、終業式の後に学級で担任から通知表やその学期の間の提出物、テスト、製作作品などの返却を受け、休業日中の生活上の注意事項などの指導を受けることとなる。2学期制の場合でも、この日の後に短い期間休業（いわゆる秋休み）を取ることがある。
日本の小学校、中学校、高等学校などにおいては、終業式は、始業式、修了式、入学式、卒業式などと並び、特別活動の儀式的行事に分類される学習活動である。
ただし小中高一貫教育などの小学校では卒業式の当日に終業式が行われるので、 卒業生も修了式に出席する。